# فريدي ياكوبسون
فريدي ياكوبسون (بالسويدية: Fredrik Jacobson)‏ هو لاعب غولف سويدي، ولد في 26 سبتمبر 1974 في Kungsbacka ‏ في السويد.

## وصلات خارجية
- الموقع الرسمي
- فريدي ياكوبسون على موقع رابطة لاعبي الغولف المحترفين (الإنجليزية)
- فريدي ياكوبسون على موقع رابطة أوروبا للاعبي الغولف المحترفين (الإنجليزية)
- فريدي ياكوبسون على موقع التصنيف العالمي الرسمي للغولف (الإنجليزية)